# Strobilomyia todocola
Strobilomyia todocola är en tvåvingeart som först beskrevs av Masayoshi Suwa 1971.  Strobilomyia todocola ingår i släktet Strobilomyia och familjen blomsterflugor. Inga underarter finns listade i Catalogue of Life.